# Адальберт Цукшвердт
Адальберт Цукшвердт (нім. Adalbert Zuckschwerdt; 1 січня 1874, Ворбіс — 1 липня 1945, Гарміш-Партенкірхен) — німецький військово-морський діяч, контр-адмірал (1 березня 1943). Кавалер Німецького хреста в сріблі.

## Біографія
4 квітня 1893 року поступив на службу в ВМФ кадетом. Пройшов підготовку на борту навчального судна «Штош»; 14 вересня 1896 року підвищений до лейтенанта. Служив на різних кораблях.
З 1.жовтня 1904 року — 2-й артилерійський офіцер на важкому крейсері «Принц Генріх», з 5 квітня 1906 року- 2-й, потім 1-й артилерійський офіцер на важкому крейсері «Роон», з 4 жовтня 1906 року — інструктор училища корабельної артилерії.
З 23 вересня 1909 року — навігаційний офіцер, з 31 березня 1911 року — 1-й офіцер лінійного корабля «Гессен» (12 листопада 1911-16 січня 1912 виконував обов'язки командира корабля). 7 квітня 1913 року призначений командиром легкого крейсера «Корморан», який 8 серпня 1914 року був перейменований у допоміжний крейсер.
Учасник Першої світової війни, побував у кількох вдалих рейдах на комунікаціях противника. 8 квітня 1917 року узятий в полон. За бойові заслуги нагороджений Залізним хрестом 1-го і 2-го класу.
Після закінчення війни повернувся до Німеччини і 24 листопада 1919 року вийшов у відставку в званні фрегаттен-капітана.
Після початку Другої світової війни повернувся на службу і 29 серпня 1940 призначений комендантом Ньюпортського порту, а в листопаді 1940 року — порту Кале у Франції. З 23 лютого 1941 року — начальник морських укріплених споруд в гирлі Луари, а з 22 листопада 1942 — в Лангедоку. 26 червня 1943 року призначений адміралом на Південному узбережжі Франції, а з 1 вересня 1943 року — знову начальником морських укріплень в Лангедоку.
5 квітня 1944 року переведений в резерв, а 31 травня 1944 року вийшов у відставку. 14 травня 1945 року заарештований англо-американськими військами. Помер в таборі для військовополонених.

## Нагороди[1]
- Хрест «За військові заслуги» (Баварія) 2-го класу (29 серпня 1895)
- Столітня медаль (22 березня 1897)
- Орден «Османіє» 4-го класу (18 червня 1900)
- Орден Червоного орла 4-го класу (21 січня 1912)

- Залізний хрест
  - 2-го класу (9 жовтня 1919)
  - 1-го класу (15 грудня 1919)
- Хрест «За вислугу років» (Пруссія) (25 років)

- Колоніальний знак

- Почесний хрест ветерана війни з мечами (26 березня 1935)
- Застібка до Залізного хреста
  - 2-го класу (24 квітня 1941)
  - 1-го класу (29 березня 1942)

- Нагрудний знак морської артилерії
- Хрест Воєнних заслуг 2-го і 1-го класу з мечами
- Німецький хрест в сріблі (23 березня 1944)